# El himno del corazón
El himno del corazón (心 が 叫 び た が っ て る ん だ Kokoro ga Sakebitagatterunda?  lit. Mi corazón quiere gritar), es una película de animación japonesa de 2015; producida por A-1 Pictures. El título original es Kokoro ga Sakebitagatterunda (心 が 叫 び た が っ て る ん だ。 , lit. El corazón quiere gritar ) y se abrevia como Kokosake (こ こ さ け).
Es dirigida por Tatsuyuki Nagai , escrita por Mari Okada y los diseños de personajes por Masayoshi Tanaka y que se desempeña como director de animación en jefe bajo el equipo creativo Super Peace Busters.
Fue lanzado el 19 de septiembre de 2015 en cines japoneses.

## Reparto
- Inori Minase como Jun Naruse (成 瀬 順, Naruse Jun )
- Kōki Uchiyama como Takumi Sakagami (坂 上 拓 実, Sakagami Takumi )
- Sora Amamiya como Natsuki Nitō (仁 藤 菜 月, Nitō Natsuki )
- Yoshimasa Hosoya como Daiki Tasaki (田 崎 大樹, Tasaki Daiki )
- Yō Yoshida como Izumi Naruse (成 瀬 泉, Naruse Izumi ) , madre de Jun
- Keiji Fujiwara como Kazuki Jōshima (城 嶋 一 基, Jōshima Kazuki )
- Kouki Uchiyama como Huevo de hada

## Personajes
- Jun Naruse (成 瀬 順, Naruse Jun )

Jun es la protagonista. Originalmente era una niña muy optimista y alegre, pero después de exponer la infidelidad de su padre a su madre, se volvió callada, tímida e incapaz de hablar. Más tarde encuentra su voz al unirse a Takumi y los demás para hacer un musical, en el que interpreta al personaje principal.
- Takumi Sakagami (坂 上 拓 実, Sakagami Takumi )

Takumi es otro personaje central que, como Jun, también es tranquilo y tímido. Al igual que Jun, sus padres están divorciados y él vive al cuidado de sus abuelos. Toca el piano y jugó un papel importante ayudando a Jun a montar el musical para el Comité de Caridad.
- Daiki Tasaki (田 崎 大樹, Tasaki Daiki )

Miembro del equipo de béisbol de la escuela, al principio se le ve de mal humor y rechaza por completo la idea del musical. A lo largo de la película, él aprende a ser más cálido con sus compañeros de clase y juega un papel central en el musical. Él también comienza a desarrollar sentimientos por Jun y finalmente se lo confiesa.
- Natsuki Nitō (仁 藤 菜 月, Nitō Natsuki )

La exnovia de Takumi, todavía conserva sentimientos por Takumi. Aunque inicialmente se mostró reacia a unirse al musical, se calienta y se convierte en una amiga cercana de Jun. Se sugiere que Daiki tenía sentimientos por ella, aunque los rechazó.
- Huevo de hada

Un pequeño ser místico parecido a una clara de huevo que solo Jun puede ver. Tiene un bigote fino , dos puntos negros en los ojos, mientras usa un esmoquin y un sombrero fedora con una pluma en la parte superior. Después de que Jun aceptó su solicitud de ayudarla cuando era niña, el Huevo de Hada la maldijo y le selló la boca para que nunca más hablara y lastimara a la gente. Al final, se revela a un fragmento de la imaginación de Jun.

## Estreno y Lanzamiento
La película se estrenó en los cines de Japón el 19 de septiembre de 2015, distribuida por Aniplex.
En España, la cinta se estrenó el 29 de noviembre de 2015 bajo el nombre de El himno del corazón, incluido con doblaje castellano.
En Estados Unidos, se estrenó el 11 de noviembre del mismo año bajo el nombre de The Anthem of the Heart. La película es distribuida por Aniplex of America.

## Recepción
La película recaudó 8,5 millones de dólares .
Nick Creamer de Anime News Network calificó la película con una calificación de B +. En su reseña, dijo que a pesar de que el último acto se vio obstaculizado por los típicos tropos dramáticos, elogió la película por sus personajes bien escritos, su narración bien fundamentada y su banda sonora de mentalidad clásica, y concluyó con: "Es una pequeña película entrañable que cuenta una pequeña historia. con una gracia real. Definitivamente recomendado."
El editor de ANN, Zac Bertschy, colocó la película en el número cuatro en su lista de los 5 mejores animes de 2015, calificándola como "un pequeño drama dulce, alegre y sincero" con una sólida animación de personajes y momentos emocionales, y la elogió por usar el potencial ilimitado del medio para contar su historia independientemente del género, concluyendo con: " imagine cualquier otro país del mundo creando una película animada como El himno del corazón. De vez en cuando, debe detenerse y reconocer las cosas verdaderamente únicas sobre el anime que todavía es cierto, como el hecho de que cuenta historias con animación que nadie más hace".

## Película de acción en vivo
En marzo de 2017 se anunció una adaptación cinematográfica en vivo. Dirigida por Naoto Kumzawa, está protagonizada por Kyoko Yoshine , Kento Nakajima , Anna Ishii e Ichiro Kan. La filmación comenzó en marzo de 2017 en Chichibu, Saitama y la película se estrenó el 22 de julio de 2017.